# Корчемна варта
Корчемна варта — в Російській імперії особи, уповноважені на боротьбу з корчемством (порушеннями законів про державну монополію або акциз). В ході історії склад і підпорядкування Корчемної варти сильно змінювалися — від військових підрозділів (Корчемних команд), тимчасово підлеглих приватним особам-відкупникам до вільнонайманих воєнізованих підрозділів у складі державних органів.